# Morefield
Morefield (Schots-Gaelisch: A' Mhór-choille) is een dorp in de Schotse lieutenancy Ross and Cromarty in het raadsgebied Highland ten noorden van Ullapool en ten zuiden van Rhue.